# Vodafone 702sMO
Vodafone 702sMO（ボーダフォン ナナマルニ エス エムオー）はモトローラが開発し、ボーダフォン日本法人（現ソフトバンクモバイル）が販売していたW-CDMA通信方式のVodafone 3G（現SoftBank 3G）サービスを利用可能な携帯電話端末。姉妹機種としてVodafone 702MOがある。
日本国外ではMotorola C980として販売されている。

## 主な機能
- 着うた、3Dオーディオ
- Vアプリ（現S!アプリ）（メガアプリ、QVGA非対応）
- TVコール

外形とサブ液晶の有無などを除き、基本的な機能・性能は702MOと共通。

## 評価
コンパクトなストレートタイプで、デザインについての評価が高い。
しかし、機能面では以下のような短所や不具合が多数存在し、評価はきわめて悪かった。
- 中央のスティックが誤操作しやすい。
- メールアドレスやURLにアンダースコアが入力できない。
- メールを送る際、相手のメールアドレスのアットマークの直前にピリオドがあったり、アットマークよりも左側の部分でピリオドが複数連続していたりすると、送ることができない。RFCの規定では、このようなメールアドレスは不正であり、弾くほうがむしろ正しい動作であるが、NTTドコモの iモードメールではそのようなメールアドレスを取得できてしまう（後に au も同様の扱いをするようになった）。そのため、iモードの利用者などの中にはスパム避けとしてこのようなメールアドレスを使用している人もおり、結果としてメールを送信できない相手が出るという問題が起きてしまった。
- HTTPリクエストヘッダのUser-Agent:フィールドに問題がある。
  - ユーザーエージェント名は、海外モデルのC980のものをそのまま送っており、"J-PHONE"や"Vodafone"といった文字が含まれない。そのため、これによって携帯電話からのアクセスであることやその機種を判別しているWebサイトの利用に支障が出る。
  - IMEIなどの端末個体識別情報を送れない仕様となっており、これによって認証を行っているWebサイトが利用できない。
- 付属のPC連携ソフトは、インストールするとハードディスクのデータがすべて消えることがあるという不具合がある。

中でもPC連携ソフトの問題は致命的であったため、一時販売停止となり、改修されたソフトの送付、および本体の不具合についても一部改修がなされたものの、端末の販売はそのまま終了となり、発売後数か月でカタログからも消えることとなった。
また、SIMロックの解除が容易であったため、一部で即解約や海外転売の標的ともなった。
なお、上記の点はVodafone 702MOについても同様である。